# Salima Souakri
Salima Souakri (arabisch سليمة سواكري, DMG Salīma Sawākirī; * 6. Dezember 1974 in Algier) ist eine ehemalige algerische Judoka, die viermal bei Olympischen Spielen antrat und dabei dreimal den fünften Platz und einmal den siebten Platz belegte.

## Sportliche Karriere
Die 1,58 m große Salima Souakri kämpfte zu Beginn ihrer Karriere im Ultraleichtgewicht, der Gewichtsklasse bis 48 Kilogramm. Sie trat bei den Weltmeisterschaften 1991 in Barcelona an und unterlag dort im Viertelfinale der Französin Cécile Nowak. In der Hoffnungsrunde verlor sie ihren ersten Kampf gegen die Chinesin Li Aiyue. Im Jahr darauf fand im Rahmen der Olympischen Spiele 1992 in Barcelona erstmals ein olympisches Judoturnier für Frauen statt. In ihrem ersten olympischen Kampf bezwang Souakri die Neuseeländerin Donna Maree Hilton durch Schiedsrichterentscheid (Yusei-gachi). Im Achtelfinale besiegte sie die Venozolanerin María Villapol gleichfalls durch Yusei-gachi, das Viertelfinale gewann sie gegen Michaela Bornemann aus Österreich durch eine Koka-Wertung. Den Halbfinalkampf gegen Cécile Nowak entschied die Französin bereits nach 57 Sekunden für sich, anschließend unterlag Souakri im Kampf um Bronze der Kubanerin Amarilis Savón durch Yusei-gachi. Zwei Monate nach den Olympischen Spielen gewann Salima Souakri bei den Juniorenweltmeisterschaften eine Bronzemedaille im Halbleichtgewicht.
Bei den Weltmeisterschaften 1993 schied Souakri in der ersten Runde gegen die Weißrussin Tazzjana Maskwina aus. Zwei Jahre später verlor sie bei den Weltmeisterschaften 1995 im Achtelfinale gegen die Französin Frédérique Jossinet. Im Mai 1996 gewann Salima Souakri den Titel bei den Afrikameisterschaften durch einen Finalsieg überv Dolly Moothoo aus Mauritius. Zwei Monate später bezwang Souakri in ihrem Auftaktkampf bei den Olympischen Spielen in Atlanta die Türkin Hülya Şenyurt nach 2:04 Minuten. Im Achtelfinale traf sie auf die Kubanerin Amarilis Savón und verlor durch eine Koka-Wertung. Mit Siegen über Hillary Wolf aus den Vereinigten Staaten und die Weißrussin Tazzjana Maskwina erreichte Souakri den Kampf um Bronze, diesen verlor sie gegen die Spanierin Yolanda Soler durch eine Strafwertung.
1997 wechselte Salima Souakri endgültig ins Halbleichtgewicht, die Gewichtsklasse bis 52 Kilogramm. Bei den Mittelmeerspielen 1997 erreichte sie das Finale und erhielt die Silbermedaille nach ihrer Finalniederlage gegen die Französin Marie-Claire Restoux. Kurz darauf siegte Souakri bei den Afrikameisterschaften in Casablanca. Bei den Weltmeisterschaften 1997 in Paris unterlag sie im Viertelfinale der Belgierin Nicole Flagothier und zum Auftakt der Hoffnungsrunde der Kubanerin Legna Verdecia. Bei den Afrikaspielen 1999 in Johannesburg erreichte Souakri das Finale und gewann den Titel durch einen Sieg über Geneviève Nga Onana aus Kamerun. Einen Monat später bezwang sie bei den Weltmeisterschaften 1999 in Birmingham im Achtelfinale Sabrina Filzmoser aus Österreich und im Viertelfinale Luce Baillargeon aus Kanada. Im Halbfinale unterlag sie der Japanerin Noriko Narazaki und im Kampf um Bronze verlor sie gegen die Französin Marie-Claire Restoux. Im Frühjahr 2000 siegte Salima Souakri zum dritten Mal bei den Afrikameisterschaften. Vier Monate später fanden die Olympischen Spiele 2000 in Sydney statt. Souakri bezwang die Belgierin Inge Clement und im Achtelfinale die Schweizerin Isabelle Schmutz. Im Viertelfinale unterlag sie Noriko Narazaki. In der Hoffnungsrunde gewann sie gegen Luce Baillargeon und belegte nach ihrer Niederlage gegen die Rumänin Ioana Maria Aluaș den siebten Platz.
Ende Juli 2001 fanden in München die Weltmeisterschaften statt. Souakri bezwang im Achtelfinale die Brasilianerin Fabiane Hukuda und im Viertelfinale die Italienerin Antonia Cuomo, nach ihrer Halbfinalniederlage gegen die Deutsche Raffaella Imbriani verlor die Algerierin den Kampf um Bronze gegen die Chinesin Liu Yuxiang. Anderthalb Monate später standen sich im Finale der Mittelmeerspiele in Tunis Souakri und Cuomo erneut gegenüber und wieder gewann Souakri. Weitere zwei Monate später gewann Salima Souakri in Tripolis ihren vierten Afrikameistertitel. 2002 gewann sie das Super-Weltcup-Turnier in Paris durch einen Finalsieg über die Französin Annabelle Euranie. Bei den Weltmeisterschaften 2003 in Osaka schied sie nach Niederlagen gegen Amarilis Savón und Antonia Cuomo früh aus. Im Mai 2004 gewann Souakri in Tunis ihren fünften Afrikameistertitel. Bei den Olympischen Spielen 2004 in Athen gewann sie ihren Auftaktkampf gegen die Slowenin Petra Nareks durch eine Strafwertung. Im Achtelfinale unterlag sie der Chinesin Xian Dongmei durch eine Strafe in der Verlängerung. Mit Siegen über Raffaella Imbriani und Ioana Maria Aluaș erreichte Souakri den Kampf um Bronze, verlor hier aber gegen Amarilis Savón nach 2:33 Minuten. Nach dem Gewinn ihres sechsten Afrikameistertitels 2006 in Mauritius beendete Salima Souakri Anfang 2008 ihre aktive Karriere.
Seit 2011 ist Salima Souakri Botschafterin für die UNICEF.